# Rhizostomeae
Rhizostomae или Rhizostomeae је ред медуза. Врсте овог реда немају ни тентакуле ни друге структуре на ивицама звона. Уместо тога, они имају по осам веома разгранатих усних пипака, дуж којих су усисни минијатурни усни отвори. (Ово је у супротности са другим сцифозоама, које имају четири таква пипка.) Ови пипци се спајају при њиховом поласку из централног дела медузе. Уста животиње су такође подељена на минијатурне поре, а које су повезане са целентероном.

## Ареал
Најчешће насељавају ниже географске ширине; типичне су за Пацифик.

## Породице
- Подред: -{Daktyliophorae
  - Catostylidae
  - Lobonematidae
  - Lychnorhizidae
  - Rhizostomatidae
  - Stomolophidae}-
- Подред: -{Kolpophorae
  - Cassiopeidae
  - Cepheidae
  - Mastigiidae
  - Thysanostomatidae
  - Versurigidae}-

## Непозната породица
Врста Nemopilema nomurai (раније Stomolophus nomurai), није класификована.